# Codename MAT II
Codename MAT II, chiamato solo MAT II in alcune schermate, è un videogioco simulatore di volo di combattimento spaziale pubblicato nel 1985 per Amstrad CPC, Commodore 64 e ZX Spectrum dalla Domark. È il seguito di Codename MAT, pubblicato l'anno precedente solo per Amstrad e Spectrum da produttori diversi. Alcune testate lo considerarono appartenente al filone di Star Raiders o di Star Trek.
Una riedizione di Codename MAT II per Commodore 64 venne pubblicata nel 1987 dall'editrice statunitense Keypunch Software con il titolo Viper Patrol. La Keypunch, con uguale confezione, pubblicò Viper Patrol anche per Apple II, Amiga e probabilmente Atari ST; tuttavia la versione Apple II è un gioco del tutto diverso da Codename MAT II, essendo una riedizione di One World (Shark Byte Engineering, 1986), mentre mancano dettagli sulle semisconosciute versioni Amiga e Atari ST.

## Modalità di gioco
Il giocatore impersona il pilota Mat alla guida dell'astronave Centurion II contro attaccanti chiamati Myon. La maggior parte dello schermo mostra la visuale in prima persona di fronte all'astronave, con sfondo di stelle che scorrono per rendere la sensazione del movimento. In basso sono mostrati gli strumenti di bordo.
L'obiettivo è difendere una griglia di 24 satelliti, distribuiti su una vasta area dello spazio, in 4 linee da 6; ogni linea alimenta la produzione mineraria di Karillium e si interrompe se si perde almeno uno dei sei satelliti. I Myon possono attaccare sia i satelliti sia la Centurion II; se tutte le linee si interrompono, o se la Centurion II viene distrutta o incapacitata, la partita termina, e il Karillium accumulato dà un bonus sul punteggio finale.
La Centurion II può volare in tre dimensioni a velocità regolabile. Può sparare con due armi a doppia canna, il plasma oppure il laser, quest'ultimo più veloce ma con maggiore consumo. Per i viaggi alle lunghe distanze, necessari per passare da un quadrante che ospita un satellite all'altro, si utilizza l'ipervelocità, che si attiva impostando angolo e distanza da percorrere nelle due dimensioni della griglia.
L'astronave ha diversi altri sottosistemi comandati tramite la tastiera. Nella parte sinistra del quadro strumenti c'è uno schermo il cui contenuto varia a seconda della funzione attivata. Questo schermo può mostrare la griglia, con lo stato di danneggiamento dei satelliti e le posizioni delle flotte Myon; il radar del quadrante locale a corto e lungo raggio; il computer da battaglia, che indica direzione e distanza relative di un bersaglio, selezionabile tra tutti i Myon in zona; lo stato e riparazione dei danni all'astronave; oppure fa da specchietto retrovisore. Sul lato destro del quadro strumenti ci sono altri elementi, tra cui l'indicatore delle batterie autoricaricanti, che alimentano tutti i sistemi; il surriscaldamento delle armi; lo stato degli scudi difensivi sui quattro lati dell'astronave; il tipo di sistema di mira scelto.
I nemici sono navicelle che si spostano tra i quadranti a gruppi. Alcune sono in grado di rendersi invisibili, ma il computer da battaglia le individua. I danni causati alla Centurion II si possono riparare in tempo reale, assegnando manualmente due robot di servizio agli specifici sistemi danneggiati, che però saranno inutilizzabili durante la riparazione. Al termine di un'ondata di Myon c'è la possibilità di riparare i satelliti o spostarli da una linea all'altra. Ci sono otto ondate che si ripetono più difficili per un totale di 256. Si può salvare la partita.